# Ermitage Saint-Germain
L'ermitage Saint-Germain (italien : Eremo di San Germano) est un ermitage catholique situé dans la commune de Pacentro, dans la province de L'Aquila et la région des Abruzzes, en Italie.